# Historia fotografii warszawskiej

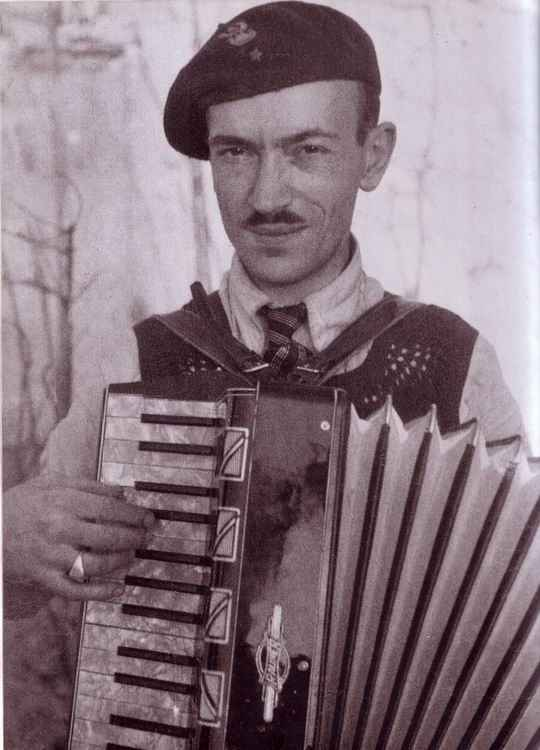
Wacław Żdżarski (1944)

Historia fotografii warszawskiej – książka autorstwa Wacława Żdżarskiego (dziennikarza, historyka, fotografa, krytyka filmowego), wydana w 1974 roku przez Państwowe Wydawnictwo Naukowe w Warszawie.

## Charakterystyka
Książka jest publikacją opisującą historię fotografii w odniesieniu do miejsca, osób i organizacji fotograficznych – miasta Warszawy oraz amatorów fotografii, animatorów, artystów, członków organizacji i stowarzyszeń fotograficznych, fotografów, fotografików urodzonych w Warszawie lub mieszkających w tym mieście przez jakiś czas.
Historia fotografii warszawskiej to przekrój działalności artystycznej na niwie fotografii, fotograficznej działalności rzemieślniczej, działalności organizacji, stowarzyszeń fotograficznych oraz przekrój publikacji, szkoleń, wydarzeń związanych z fotografią, jakie miały miejsce w Warszawie – począwszy od 1839 roku (publikacje na temat wynalazku fotografii) poprzez lata 80. XIX wieku, dwudziestolecie międzywojenne, lata II wojny światowej i okupacji – po lata 70. XX wieku. 
W publikacji Wacław Żdżarski wiele miejsca poświęcił poszczególnym artystom, fotografom, osobom powiązanym z fotografią warszawską – przedstawiając ich życiorysy. Zamieścił informacje o poszczególnych ogólnopolskich i warszawskich organizacjach, stowarzyszeniach fotograficznych oraz ogólnopolskiej i warszawskiej prasie fotograficznej. 
Książkę (ilustrowaną czarno-białymi fotografiami) wydano pod redakcją Magdaleny Witwińskiej, technicznym redaktorem była Tekla Malinowska, okładkę zaprojektował Henryk Białoskórski. Książkę wydano w nakładzie 3000 + 250 egzemplarzy, wydrukowano w Drukarni im. Rewolucji Październikowej.